# Here Are the Chesterfield Kings
Here Are the Chesterfield Kings è il primo album in studio del gruppo The Chesterfield Kings, pubblicato negli USA nel 1982 dalla Mirror Records Inc..
Contiene cover di canzoni di genere garage-punk degli anni sessanta, ed ha contribuito a far partire il revival psichedelico degli anni ottanta.

## Tracce
Lato A
1. The Hustler (Cover del gruppo The Sonics) – 2:06 (Gerry Roslie)
2. You Better Look Now (Cover del gruppo The Rogues) – 2:07 (Bob Radell, Jim Perotti, Michael Spriggs)
3. Outside Chance (cover del gruppo The Turtles) – 2:42 (Glenn Crocker, Warren Zevon)
4. I Told Those Little White Lies (Cover del gruppo The Painted Ship) – 2:42 (Robert Rowden, William Hay)
5. Won't Come Back (Cover del gruppo Zakary Thaks) – 2:28 (Chris Gerniottis, Rex Gregory)
6. I'm Coming Home (Cover del gruppo The Choir) – 2:32 (Dann Klawon)
7. Expo 2000 (Cover del gruppo The Chocolate Watchband) – 2:25 (Richard Podolor)

Lato B
1. No Way Out (Cover del gruppo The Chocolate Watchband) – 2:11 (Ed Cobb)
2. Come with Me (Cover del gruppo The Exotics) – 2:00 (Frank Sutton, Jerry Atchley)
3. Fluctuation (Cover del gruppo The Shades of Night) – 4:01 (Frank James, Jimmy Lee, Rick Cheatham)
4. Satisfaction Guaranteed (Cover del gruppo The Mourning Reign) – 2:02 (Rick Keefer)
5. 99th Floor (Cover del gruppo The Moving Sidewalks) – 2:15 (Billy Gibbons)
6. Time to Kill (Cover del gruppo Harbinger Complex) – 1:53 (James Hockstaff)
7. 60 Second Swinger (Cover del gruppo Little Phil & The Night Shadows) – 2:16 (Aleck Janoulis)